# Museu do Ouro (Sabará)
El Museu do Ouro es un museo brasileño inaugurado el 16 de mayo de 1946 en la ciudad de Sabará, Minas Gerais.

## Historia
El museo está ubicado en una casa del siglo XVII, con arquitectura del período colonial. El edificio albergó la Antigua Casa de Intendencia y Fundición, donde se realizaba la acuñación y tributación del oro, más conocido como colección de la quinta por la Corona portuguesa, extraído del Distrito de Rio das Velhas. Con el fin de las actividades tributarias, el edificio salió a subasta en 1840, y fue transformado en una vivienda, luego en una escuela, hasta que fue adquirido por la Companhia Siderúrgica Belgo-Mineira y donado al Servicio del Patrimonio Histórico y Artístico Nacional (SPHAN). Como resultado, el edificio fue renovado y transformado en museo en 1946.
Su colección incluye piezas y equipos utilizados en la minería y la orfebrería, así como muebles de las épocas colonial e imperial. El museo también alberga una prensa, que data de 1670, utilizada en las fundiciones y una máquina para triturar el mineral de oro, con la que se sustituyó el trabajo esclavo en el comercio. La construcción de la colección está vinculada a la valorización de una identidad brasileña que surgió durante el gobierno de Getúlio Vargas y consideró el Barroco como el período más apropiado para representar la cultura nacional, teniendo las obras de Antônio Francisco Lisboa (conocido como "Aleijadinho") como referencia. Además de las exposiciones permanentes, su anexo, Casa Borba Gato, es una biblioteca especializada en la historia de Minas Gerais y Brasil.
El Instituto Brasileño de Museos, organismo del Ministerio de Cultura, gestiona el sitio.